# سوزان نيهر
سوزان نيهر (بالإنجليزية: Susan Neher)‏ هي ممثلة أمريكية، ولدت في 22 فبراير 1959.

## وصلات خارجية
- سوزان نيهر على موقع IMDb (الإنجليزية)